# Herb województwa kijowskiego

Herb województwa. Po 1569 r.

Inny Herb województwa. Po 1517 r.

Herb województwa kijowskiego – herb województwa kijowskiego od 1569 przedstawiał w czerwonym polu białą postać św. Michała Archanioła, trzymającego w prawej ręce miecz goły, na dół końcem opuszczony, w lewej zaś pochwę, której koniec miecza dotyka. Archanioł z włócznią lub mieczem i tarczą używany był jako godło Rusi Kijowskiej już w XII-XIII wieku. Przejściowo (od włączenia Kijowa do Wielkiego Księstwa Litewskiego przez Witolda) używano motywu niedźwiedzia, od czego jednak odstąpiono z uwagi na tożsamość znaku herbowego z godłami Żmudzi i ziemi smoleńskiej.